# Khapa
Khapa é uma cidade  no distrito de Nagpur, no estado indiano de Maharashtra.

## Geografia
Khapa está localizada a 20° 55′ N, 78° 57′ L. Tem uma altitude média de 274 metros (898 pés).

## Demografia
Segundo o censo de 2001, Khapa tinha uma população de 14,972 habitantes. Os indivíduos do sexo masculino constituem 51% da população e os do sexo feminino 49%. Khapa tem uma taxa de literacia de 72%, superior à média nacional de 59.5%: a literacia no sexo masculino é de 80% e no sexo feminino é de 64%. Em Khapa, 12% da população está abaixo dos 6 anos de idade.